# Провулок Дзиґи Вертова
Прову́лок Дзи́ґи Ве́ртова — провулок у Дніпровському районі міста Києва, житловий масив Лівобережний. Пролягає від вулиці Ованеса Туманяна до кінця забудови.

## Історія
Виник наприкінці 2010-х під проектною назвою провулок Проектний 13028. Назва, на честь українського кінорежисера Дзиґи Вертова — з 2018 року.